# Nikolaj Puzanov
Nikolaj Vasil'evič Puzanov (in russo Николай Васильевич Пузанов?; Kyštym, 7 aprile 1938 – San Pietroburgo, 2 gennaio 2008) è stato un biatleta sovietico.

## Palmarès

### Olimpiadi invernali
- Oro a Grenoble 1968 nella staffetta 4x7,5 km.

### Mondiali
- Oro a Hämeenlinna 1962 nella gara a squadre.
- Argento a Elverum 1965 nei 20 km individuali.
- Argento a Elverum 1965 nella gara a squadre.
- Argento a Altenberg 1967 nella staffetta 4x7,5 km.